# 贝尔赫
贝尔赫，是西班牙阿拉贡自治区特鲁埃尔省的一个市镇。总面积43平方公里，总人口248人（2001年），人口密度6人/平方公里。